# This Way Up
This Way Up ist ein britischer animierter Kurzfilm von Smith & Foulkes aus dem Jahr 2008. Der Film erlebte am 25. April 2008 in Austin seine Premiere.

## Handlung
Die Bestatter des Familienunternehmens Firma A.T. Shank & Son fahren zu einem entlegenen Haus, wo sie den Leichnam einer alten Frau abholen. Der Vater ist griesgrämig seiner Arbeit verschrieben, während der Sohn zum Beispiel während der Fahrt gerne fröhliche Musik hören würde – im Radio läuft gerade Happy Weekend von Ray Merrell, doch der Vater stellt die Musik ab.
Beide kommen zur Villa und legen die alte Frau in den Sarg. Sie wollen zurück in die Stadt und zum Friedhof fahren. Durch eine unglückliche Kettenreaktion, die mit dem Umfallen eines Katzenbildes der alten Dame begann, wird ihr Auto jedoch von einem riesigen Felsbrocken zerdrückt. Beide Männer laufen nun mit dem Sarg zurück zum Dorf. Stets darauf bedacht, Sarg und Leiche unbeschadet zu halten, passieren ihnen zahlreiche Missgeschicke – so fällt die Leiche mehrfach aus dem Sarg – doch am Ende landen beide auf dem Friedhof. Im gleichen Moment werden sie vom Felsbrocken erschlagen.
Sie kommen in eine Art Zwischenhölle und fahren mit der inzwischen erwachten alten Dame im Sarg auf einem riesigen feuerroten Strom einem Wasserfall zu, doch beginnt zunächst der Sohn gegenzurudern. Als auch der Vater mitrudert, gelangen beide an Land zurück. Sie besteigen einen riesigen Turm, der dem von Babel ähnelt, und kommen irgendwann mit dem Sarg zurück zum Friedhof. Hier bestatten sie die alte Dame ordnungsgemäß. Der Vater fällt dem Sohn dankbar um den Hals. Am Ende springen beide begeistert in die ausgehobene Sarggrube.

## Auszeichnungen
Auf dem Ottawa International Animation Festival gewann This Way Up 2008 den Publikumspreis.
This Way Up wurde 2009 für einen Oscar in der Kategorie „Bester animierter Kurzfilm“ nominiert, konnte sich jedoch nicht gegen Tsumiki no Ie durchsetzen.